# 木付親重
木付 親重（きつき ちかしげ）は、鎌倉時代の武将。木付氏初代当主。豊後国竹ノ尾城主。
大友親秀の六男。建長元年（1249年）に将軍・藤原頼嗣に謁見し従五位に叙せられる。鴨川に居を構え、木田村台山城を築城した。弘長から文永年間の間に竹ノ尾城を築き居城を移した。
弘安4年（1281年）の弘安の役の際には博多に出陣し、敵船5隻を拿捕する武勲を立てる。弘安8年（1285年）、竹ノ尾城にて死去。